# Susie Corrock
Susie Corrock, née le 30 novembre 1951 à Ketchum, est une ancienne skieuse alpine américaine originaire de Sun Valley.

## Palmarès

### Jeux olympiques d'hiver
| Épreuve / Édition | Descente | Slalom géant | Slalom |
| JO 1972 Sapporo   | Bronze   | —            | 9e     |

### Championnats du monde
| Épreuve / Édition | Descente | Slalom géant | Slalom |   |
| JO 1972 Sapporo   | Bronze   | —            | 9e     | — |

### Coupe du monde
- Meilleur résultat au classement général : 19e en 1972

#### Saison par saison
- Coupe du monde 1970 :
  - Classement général : 31e
- Coupe du monde 1971 :
  - Classement général : 24e
- Coupe du monde 1972 :
  - Classement général : 19e
- Coupe du monde 1973 :
  - Classement général : 35e

### Arlberg-Kandahar
- Meilleur résultat : 5e place dans le slalom 1971-72 à Sestrières